# Condado de Yunlin
El Condado de Yunlin (Chino tradicional: 雲林縣; Hanyu Pinyin: Yúnlín Xiàn; Tongyong Pinyin: Yúnlín Siàn; Wade-Giles: Yun-lin Hsien; POJ: Hûn-lîm-kōan) es un condado en Taiwán Occidental. El Condado de Yunlin es oficialmente un condado de la provincia de Taiwán de la República de China.

## Distrito

### Ciudades
1. Douliou (斗六市)

### Pueblos
1. Baojhong (褒忠鄉)
2. Beigang (北港鎮)
3. Cihtong (莿桐鄉)
4. Dapi (大埤鄉)
5. Dongshih (東勢鄉)
6. Dounan (斗南鎮)
7. Erlun (二崙鄉)
8. Gukeng (古坑鄉)
9. Huwei (虎尾鎮)
10. Kouhu (口湖鄉)
11. Linnei (林內鄉)
12. Lunbei (崙背鄉)
13. Mailiao (麥寮鄉)
14. Shueilin (水林鄉)
15. Sihhu (四湖鄉)
16. Siluo (西螺鎮)
17. Taisi (臺西鄉)
18. Tuku (土庫鎮)
19. Yuanchang (元長鄉)

## Eventos culturales
- Festival Internacional de Música de Beigang